# Home rule
Con la locuzione home rule (lett. "autogoverno") si intendono le regole stabilite all'interno di una suddivisione amministrativa (come uno Stato di una federazione o una provincia o regione), volte ad ottenere il riconoscimento di autonomia legislativa rispetto a un governo centrale. In origine indicava il processo di emancipazione per l'autonomia legislativa irlandese portata avanti dal 1875 al 1914. Il percorso dell'home rule portò a conflitti talvolta sanguinosi tra inglesi e irlandesi del sud, e nella stessa Irlanda, fra gli irlandesi cattolici e anglo-irlandesi protestanti unionisti (concentrati in gran parte nell'Ulster) ostili all'indipendenza del paese.

## NellaKoinèdel diritto pubblico anglosassone
Nel Regno Unito, l'home rule fa riferimento all'autogoverno, alla devoluzione o indipendenza dei suoi stati costituenti, inizialmente l'Irlanda, poi Scozia, Galles e Irlanda del Nord. Negli Stati Uniti e in altri paesi organizzati con una struttura federativa, il termine si riferisce di solito al processo e ai meccanismi di auto-governo, esercitati da comuni, contee, o altre unità di governo locale a livello inferiore a quello di uno Stato federale.
L'home rule non è, però, paragonabile con il federalismo. Mentre gli stati in un sistema federale di governo (ad esempio, Canada, Svizzera, Brasile, Etiopia e gli Stati Uniti d'America) hanno un'esistenza costituzionale garantita, un sistema decentrato di regole e della sede del governo è creato dalla legislazione ordinaria e può essere riformato, o addirittura abolito, tramite l'abrogazione o la modifica di tale legislazione ordinaria.
Un legislatore statale può, ad esempio, creare una home rule per una contea, in modo che una commissione di contea od un consiglio di supervisori possono avere giurisdizione sulle sue aree prive di personalità giuridica, comprese le questioni importanti come la suddivisione in zone (senza questo, una contea degli Stati Uniti è semplicemente un'estensione del governo statale). Il legislatore può anche stabilire o eliminare corporazioni comunali, che hanno home rule entro il paese o città limiti attraverso il consiglio comunale.

## L'Home ruleirlandese
Dal 1800 Regno di Gran Bretagna e Regno d'Irlanda furono posti sotto la stessa bandiera (Atto di unione, approvato dal Parlamento britannico e da quello Irlandese) creando così il Regno Unito di Gran Bretagna e Irlanda. Nel 1875 la questione irlandese subì una improvvisa accelerazione per iniziativa del deputato irlandese Charles Stewart Parnell, il quale in testa a un drappello nazionalista (gli home-rulers, riuniti nella Home Rule League) alla Camera dei comuni, ricorrendo all'ostruzionismo parlamentare e fomentando agitazioni contadine, rivendicò l'abrogazione dell'unione con la Gran Bretagna e l'istituzione di un parlamento nazionale a Dublino.
La questione irlandese provocò forti turbamenti nella politica inglese. Nel 1886 il primo ministro William Ewart Gladstone, del Partito Liberale, aveva appoggiato, in cambio del sostegno parlamentare da parte degli ottanta deputati irlandesi, con l'Home Rule Bill le richieste di autonomia, che però vennero respinte, provocando nei liberali la rottura del Partito Liberale Unionista di Joseph Chamberlain (che più tardi confluiranno nel partito conservatore), ex leader radicale, il quale aveva deciso la scissione dal partito liberale in polemica con la decisione di cedere autonomie amministrative all'Irlanda.
Per un ventennio dopo quel primo tentativo di Home Rule, il problema irlandese venne affrontato nei termini della pura repressione, alimentando un forte risentimento nel paese, reso più violento dalla questione religiosa e dal rapporto tra aderenti alla Chiesa anglicana (conformisti) e aderenti ad altre chiese (non conformisti), tra cui i cattolici irlandesi. Tornato al potere, Gladstone nel 1893 ripresentò il progetto, che non fu approvato dalla Camera dei lord. 
Il terzo Home Rule Bill venne presentato nel 1912 dal primo ministro liberale Herbert Henry Asquith. Il provvedimento fu approvato nel 1914, ma rimase congelato a causa dello scoppio della prima guerra mondiale e della violenta opposizione dei protestanti dell'Ulster (sempre convinti unionisti), sfociando nella rivolta del 1916. Nel 1920 il quarto Home Rule Act fu pienamente attuato in Irlanda del Nord e solo parzialmente attuato in Irlanda del sud. Le tensioni sempre crescenti sfoceranno nel 1922, a seguito della guerra d'indipendenza irlandese, nella creazione dello Stato Libero d'Irlanda e nella separazione dell'Irlanda del Nord.

## L'Home ruleindiano
Diversi leader nazionalisti si unirono nel 1916 sotto la guida di Annie Besant per esprimere una domanda di autogoverno, e per ottenere lo status di Dominion all'interno dell'impero britannico di cui godono, in quel momento, Australia, Canada, Sud Africa, Nuova Zelanda e Terranova.
Pur godendo una notevole popolarità per alcuni anni, la sua crescita e l'attività di relativo sostegno caddero in fase di stallo all'affermarsi di Mohandas Gandhi e della sua dottrina del satyagraha: una rivoluzione non violenta, ma basata sulla disobbedienza civile, finalizzata alla completa indipendenza.

## L'Home rulescozzese
In un modo simile all'Irlanda, i sostenitori della home rule in Scozia, storicamente, hanno desiderato maggiori livelli di governo devoluto all'interno del Regno Unito. Anche se il termine home rule è stato ampiamente superato da devoluzione, il movimento può essere visto come il precursore della creazione del corrente Parlamento scozzese.
Il decentramento amministrativo è stato concesso in Scozia, con la creazione dell'Ufficio scozzese, nel 1885. Nella metà del XX secolo, il movimento home rule è diventato significativo. Tra il 1947 e il 1950, il Patto scozzese, una petizione per chiedere una legislatura scozzese all'interno del Regno Unito, ha ricevuto più di due milioni di firme. Non è stato fino al 1979 che il decentramento è entrato nella sfera politica - ma la devoluzione del referendum scozzese si è tenuta nel 1979. Nonostante un voto del 51,6% a favore della devoluzione, lo Scotland Act del 1978 non è stato messo in atto a causa di un requisito che il voto 'Sì' deve ricevere il sostegno del 40% dell'elettorato, che non è stato riunito a causa del 63,8% affluenza. Nel 1999, grazie al successo di un secondo referendum, il Parlamento scozzese è stato creato.

## L'Home ruleinglese
L'home rule inglese è stato discusso in relazione alle proposte di modifiche costituzionali per quanto riguarda l'Inghilterra in seguito al Referendum per l'indipendenza scozzese del 2014.

## L'Home rulestatunitense

### Nei 50 stati
Negli Stati Uniti, alcuni stati possono, costituzionalmente o legislativamente, concedere la home rule per le città, contee e municipalità all'interno dei loro confini. Questo viene chiamato "home rule states". I governi locali in home rule sono liberi di approvare leggi ed ordinanze come meglio credono per promuovere le loro attività, nei limiti della costituzione statale e federale. In altri Stati, i governi locali hanno solo l'autorità espressamente concessa loro dalla legislatura statale, tipicamente in conformità con il principio giuridico conosciuto come regola di Dillon.

### Nativi americani
Il governo federale degli Stati Uniti fornisce autogoverno limitato ad alcune tribù di nativi americani federalmente riconosciute. Queste terre tribali sono riconosciute come "dependent domestic nations" ed hanno un sistema parallelo di governo e di diritto indipendente dallo Stato. Per esempio, alcune tribù sono autorizzate ad usare le case da gioco e produrre sostanze stupefacenti che possono essere illegali nello stato o negli stati circostanti. Queste terre non sono stati e non hanno rappresentanza al Congresso, e gli abitanti devono votare come cittadini dello stato. Inoltre, a differenza della sovranità di legislature statali, la sovranità tribale e proprietà della terra non sono garantiti dalla Costituzione e viene concessa solo da un atto del Congresso, che può essere abrogata o modificata in qualsiasi momento.

### Nel Distretto di Columbia
La Costituzione degli Stati Uniti dà giurisdizione sulla capitale (Distretto di Columbia e Washington) al Congresso degli Stati Uniti in "tutti i casi di sorta". Questa disposizione è dovuta al fatto che il distretto non è né uno stato né parte di uno stato. In certi momenti, e partire dal 1973, il Congresso ha previsto per il governo di Washington D.C. principalmente funzionari eletti a livello locale. Tuttavia, la supervisione del Congresso di questo governo locale esiste ancora, ed i poteri eletti a livello locale potrebbero teoricamente essere revocati in qualsiasi momento.

## L'Home ruledanese
Le Isole Faroe hanno ottenuto l'autogoverno nel 1948, dopo un fallito tentativo di diventare indipendenti, con ulteriori autonomie ottenute nel 2005. Il re di Danimarca è il Capo di Stato delle Faroe che, sebbene fanno parte della Danimarca, tuttavia non fanno parte dell'Unione Europea.
La Groenlandia è una provincia danese autonoma: infatti l'home rule è stata concessa dal parlamento danese nel 1979.